# Walter Heiligenberg
Walter Friedrich Heiligenberg (* 31. Januar 1938 in Berlin; † 8. September 1994 in Hopewell Township, Pennsylvania) war ein deutscher Verhaltensbiologe und Neuroethologe.

## Leben
Nach dem Abitur am humanistischen Gymnasium in Münster begann Heiligenberg 1958 in Münster ein Studium der Zoologie, Botanik und Chemie. Später immatrikulierte er sich in München, um 1964 bei dem Nobelpreisträger Konrad Lorenz am Max-Planck-Institut für Verhaltensphysiologie in Seewiesen zu promovieren. In den folgenden acht Jahren erforschte Heiligenberg in Seewiesen das Verhalten von tropischen Fischen und Grillen. 1972 folgte er einer Einladung der Scripps Institution of Oceanography der Universität von Kalifornien in San Diego, wo er das Verhalten schwachelektrischer Fische untersuchen sollte.
1976 wurde er Professor und Lehrstuhlinhaber an der Universität von Kalifornien in San Diego.
1991 starb Heiligenbergs erste Ehefrau Zsuzsa, mit der er drei Kinder hatte. 1993 heiratete er eine australische Musikerin, deren gemeinsame Tochter 18 Tage nach seinem Tod geboren wurde.
Heiligenberg starb 1994 beim Absturz von USAir-Flug 427 in Pennsylvania.

## Wirken
Heiligenberg widmete sich der Erforschung der physiologischen Grundlagen der Elektrokommunikation dieser Fische und des dadurch bedingten Verhaltens.
Walter Heiligenberg war unter anderem Mitglied der Bayerischen Akademie der Wissenschaften, der Deutschen Akademie der Naturforscher Leopoldina und der American Academy of Arts and Sciences.

## Auszeichnungen
- Javits Award des National Institute of Neurological Diseases and Stroke
- Merit Award des National Institute of Mental Health

## Schriften
- Principles of Electrolocation and Jamming Avoidance in Electric Fish. A Neuroethological Approach. Springer, Heidelberg 1977, ISBN 3-540-08367-7
- Neural Nets in Electric Fish. The MIT Press, Cambridge 1991, ISBN 0-262-08203-9